# Hip Hop is Dead (singolo)
Hip Hop is Dead è il primo singolo estratto dall'omonimo album del rapper statunitense Nas. Pubblicato nel 2006, il singolo vanta la collaborazione di will.i.am, anche produttore del brano. Nel testo della canzone Nas afferma che «l'hip hop è morto», scatenando molte reazioni da parte del mondo hip hop.
La canzone è costruita quasi interamente su un campionamento del brano della Incredible Bongo Band In-A-Gadda-Da-Vida, a sua volta cover degli Iron Butterfly.

## Classifiche
| Classifica (2007)        | Posizione massima |
| ------------------------ | ----------------- |
| Stati Uniti              | 41                |
| US Hot R&B/Hip-Hop Songs | 48                |
| US Hot Rap Songs         | 25                |